# 1887 dans les chemins de fer
chronologie des chemins de fer
1886 dans les chemins de fer - 1887 - 1888 dans les chemins de fer

## Évènements

### Avril
- 18 avril, France : mise en service de la ligne de Saint-Brieuc au Légué  par la Compagnie des chemins de fer de l'Ouest[1].
- 28 avril, France : ouverture de la ligne Fontvieille - Salon-de-Provence

### Mai
- 1er mai, Algérie : inauguration de la ligne de chemin de fer Alger-Constantine, après les liaisons Alger-Ménerville et Sétif-Constantine.
- 9 mai, France : inauguration de la section Marvejols-Saint-Chély-d'Apcher du chemin de fer de Marvejols à Neussargues. (compagnie du Midi).

### Décembre
- 17 décembre, France : ouverture des lignes Saint-Rémy-de-Provence - Orgon et Barbentane - Orgon
- 18 décembre, France : ouverture de la ligne La Ciotat-Ville à La Ciotat-Gare

## Naissances
- x

## Décès
- x